# Mistelgau
Mistelgau település Németországban, azon belül Bajorországban. Lakosainak száma 3946 fő (2023. december 31.).

## Népesség
A település népessége az elmúlt években az alábbi módon változott:
| Lakosok száma | 646  | 963  | 2399 | 3133 | 3736 | 3741 | 3759 | 3789 | 3867 | 3946 |
|               | 1875 | 1950 | 1975 | 1987 | 2012 | 2014 | 2016 | 2017 | 2021 | 2023 |